# Hindenburgkanzel
Die Hindenburgkanzel ist ein 1062 m ü. NHN hoher vorspringender Felsriegel im nördlichen Bayerischen Wald an der Grenze zwischen der Oberpfalz und Niederbayern.
Er befindet sich direkt über der Brennesstraße, die von Lohberg im oberpfälzischen Landkreis Cham nach Bayerisch Eisenstein im niederbayerischen Landkreis Regen führt. Außerdem liegt die Aussichtskanzel zwischen den Bergen Zwercheck und Arber; von hier genießt man einen sehr guten Ausblick über den Lamer Winkel und zum Osser.

## Entstehung
Beim Bau der Scheibenstraße, die vom Lamer Winkel hinauf zur Brennesstraße führt, wurde die Aussichtsplattform freigelegt. Die Bauarbeiter stießen beim Bau der Straße auf ein Hindernis – den Rothzollriegel. Um den Koloss zu umrunden und den Straßenbau in vertretbarer Steigung zu realisieren, sprengte man einen Teil des Riegels weg. Übrig blieb die eindrucksvolle Felsenkanzel. Die Aussichtsplattform benannten die Verantwortlichen zu Ehren des damaligen Reichspräsidenten und Generalfeldmarschalls Paul von Hindenburg in Hindenburgkanzel. Auf der Hindenburgkanzel erinnert eine Gedenktafel an das 50-jährige Bestehen des 1883 gegründeten Bayerischen Wald-Verein.

## Weblink
- Geschichte der Hindenburgkanzel